# Dachstein-Mammuthöhle
Dachstein-Mammuthöhle – jaskinia krasowa w Austrii, w masywie Dachstein. 
Od 1998 r. jaskinia widnieje na Liście Światowego Dziedzictwa Kulturalnego i Przyrodniczego UNESCO.